# A cognitionibus
En la Antigua Roma, a cognitionibus era una de las cuatro oficinas de la cancillería imperial romana que ayudaba al emperador en el ejercicio de su función en temas judiciales.
Con la restauración departamental realizada en tiempos de Adriano, es posible que a la oficina de a libellis se subordinaran otras tres: a cognitionibus, a studiis y a censibus. A studiis era una oficina de documentación y a cognitionibus era la oficina destinada a estudiar los procesos de apelación del emperador. A parte de estas, también se encontraban la oficina de correspondencia (ab epistutis) y la oficina que controlaba las finanzas del Imperio (a rationibus). Actualmente estos cargos corresponderían a las funciones análogas de los ministerios de los Estados modernos.
En el siglo III era habitual la combinación de las oficinas a libellis y a censibus o bien a libellis y a cognitionibus.